# Horgenglarus

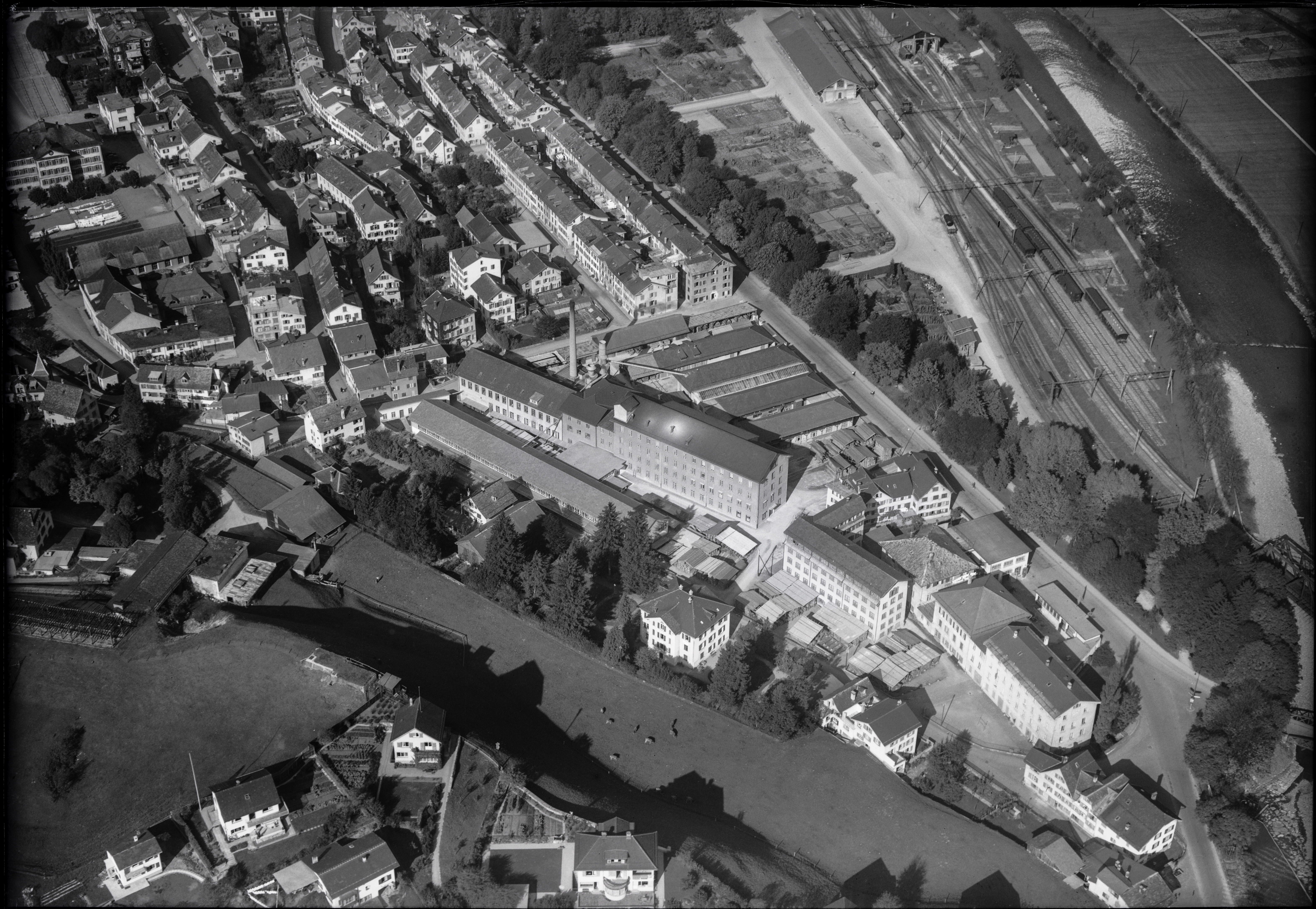
Möbelfabrik Horgen-Glarus AG in Glarus

horgenglarus ist die älteste Stuhl- und Tischmanufaktur der Schweiz mit Sitz in Glarus. Die Bezeichnung horgenglarus (Eigenschreibweise: ag möbelfabrik horgenglarus) leitet sich vom Namen des ursprünglichen Unternehmenssitzes in Horgen bei Zürich und der Standorterweiterung nach Glarus im Jahr 1902 ab. Das Unternehmen wurde 1880 als Handwerksbetrieb gegründet und befindet sich seit 1902 in der Stadt Glarus. Sämtliche Produkte werden in der Schweiz hergestellt. In der Vergangenheit haben vor allem namhafte Architekten wie Max Ernst Haefeli, Werner Max Moser, Max Bill, Trix & Robert Haussmann und Hannes Wettstein für horgenglarus Möbel entworfen.

## Produktion und Vertrieb
In einer eigenen Manufaktur in Glarus werden Tische, Stühle, Barhocker und Hocker mit der Marke «handcraftet in Switzerland» gestaltet, produziert und vertrieben. Für die Produktion der Möbel setzt das Unternehmen auf den Rohstoff Holz, der seit über 90 Jahren vorwiegend aus dem Schweizer Jura bezogen und vor Ort weiterverarbeitet wird. Die Geschichte des Unternehmens und die Zusammenarbeit mit Architekten bringen Produkte wie den Stuhl «Classic» hervor, der seit 1918 ohne Pause in der Glarner Manufaktur produziert wird und weltweit eine Designikone ist. Zeitgleich werden innovative Weiterentwicklungen und Neuauflagen von Stühlen und Tischen umgesetzt. horgenglarus verfügt über einen eigenen Showroom in der Manufaktur und liefert weltweit.

## Unternehmensgeschichte
1880 legte Emil Baumann in Horgen am Zürichsee den Grundstein zur späteren Möbelmanufaktur horgenglarus. Er liess 1902 auf dem Areal der ehemaligen Unteren Mühle an der Zugerstrasse die dortige Schreinerei umbauen. Die Produktion umfasste vor allem Kindermöbel, Stühle und Tische. Zur Jahrhundertwende entstand die Bugholztechnik in Deutschland und Österreich; Baumann griff diese Verarbeitungsmethode auf und entwickelte sie in der Schweiz weiter. Hierbei wird das Holz in heissem Wasserdampf geschmeidig gemacht, in Form gebogen und über mehrere Tage getrocknet. Das Ergebnis ist der so genannte Beizenstuhl. Diese Technik war revolutionär und bot einen ergänzenden Produktionsweg neben der traditionellen Tischlerarbeit.
1902 wurde die Firma in eine Aktiengesellschaft umgewandelt und der Werkstandort Glarus hinzugenommen. Die Firma beschäftigte bis zu 120 Mitarbeiter. In Glarus wurde fortan die Fabrikation von Möbeln in gebogenem Holz vorgenommen, während der Horgener Betrieb sich auf gesägte Stühle spezialisierte. 1918 wurde erstmals der Stuhl «Classic» produziert. Der Zweite Weltkrieg machte eine Zusammenlegung der beiden Standorte notwendig; der Standort in Horgen wurde 1948 geschlossen. 1902 konnte das Bundeshaus und 1931 die Zürcher Kronenhalle mit horgenglarus-Möbel ausgerüstet werden.
Der Architekt, Maler und Möbeldesigner Le Corbusier präsentierte 1925 auf der internationalen Kunstgewerbeausstellung Exposition internationale des Arts Décoratifs et industriels modernes in Paris Stühle des «Modells 1224» von horgenglarus in seinem Pavillon L’Esprit Nouveau. Er stellte die Möbel als repräsentative Beispiele für eine zeitgemäße und zukunftsweisende Auffassung von Möbeldesign vor. Von 1926 bis 1946 war Ernst Anton Kadler-Vögeli Direktor des Unternehmens. Er spielte eine wesentliche Rolle in der aufkommenden Zusammenarbeit mit Gestaltern wie Max Ernst Haefeli und Werner Max Moser und später Max Bill und Hans Bellmann.
Heute produziert das Unternehmen seine Möbel noch immer traditionell und arbeitet mit Architekten wie Herzog & de Meuron, David Chipperfield und Max Dudler zusammen. In der langen Geschichte meisterte die Glarner Manufaktur viele Herausforderungen und wurde nach einer wirtschaftlichen Krise im Jahre 1999 vom Schweizer Unternehmer und Politiker Markus Landolt übernommen, gerettet, neu ausgerichtet und umfassend saniert. Im Jahre 2011 verkaufte Landolt das wieder florierende Unternehmen an die Familie von Nordeck, zu welcher u. a. auch der Schweizer Edelwäschefabrikant Zimmerli gehört. Im Oktober 2012 zog sich Markus Landolt von Horgenglarus zurück.